# Enecone di Oña
Enecone (Calatayud, ... – Oña, 1º giugno 1068) è stato un abate spagnolo. Il suo culto come santo fu approvato nel 1163 da papa Alessandro III.

## Biografia
Nato, forse a Calatayud, da genitori mozarabi, visse come eremita sulle montagne dell'Aragona fino al 1034, quando Sancio III di Navarra lo chiamò a governare l'abbazia di San Salvatore a Oña.
Godette della fiducia dei re di Navarra che, sotto il suo governo, fecero generose donazioni all'abbazia.

## Culto
La sua festa fu autorizzata da papa Alessandro III a Tours nel 1163.
Nel 1258 papa Alessandro IV concesse un'indulgenza di quaranta giorni a quanti avessero visitato la sua tomba nel giorno della sua festa; per volere di papa Gregorio XIII nel 1575 l'indulgenza divenne plenaria.
Su istanza di Filippo V di Spagna, il 13 marzo 1736 papa Clemente XII incluse il nome di sant'Enecone nel Martirologio romano.
Il suo elogio si legge nel Martirologio romano il 1º giugno.